# Ophthalmoblapton
Ophthalmoblapton — рід квіткових рослин родини молочайних (Euphorbiaceae).

## Поширення
Всі представники роду є ендеміками Східної Бразилії.

## Види
- Ophthalmoblapton crassipes Müll.Arg.
- Ophthalmoblapton macrophyllum Allemão
- Ophthalmoblapton parviflorum Emmerich
- Ophthalmoblapton pedunculare Müll.Arg.